# Рамсар
Рамсар (перс. رامسر‎, маз. رامسر) — місто на півночі Ірану в провінції (остані) Мазендеран. Адміністративний центр шахрестану Рамсар. Розташований на південному узбережжі Каспійського моря. Населення 34,5 тис. чоловік. Рамсар розташований в передгір'і Ельбрус. Велику культурну цінність складає палац Пехлеві.
Місто відоме, як місце з найвищою концентрацією природної радіації у світі.  Жителі міста і околиць отримують річні дози, що досягають 260 мЗв.
У 1971 р. у місті була прийнята Рамсарська конвенція.
Основна економіка — туризм. Місто простягається впродовж канатної дороги, яка з'єднує південні кінці Каспійського моря і пролягає повз ліси, ріки набережну. Природні пам'ятки Рамсара — джерела гарячої мінеральної води. Тисячі туристів прибувають сюди, щоб скористатися цілющими джерелами.
Національна пам'ятка Ірану — старий готель у Рамсарі, де є музей, а навпроти нього — красивий великий сад. Недалеко від міста, в горах, знаходиться літній курорт «Джавахер-дех» з густими лісами.

## Уродженці
- Мохаммад Реза Халатбарі (* 1983) — іранський футболіст, нападник клубу «Сайпа».